# La Serra (la Vall d'en Bas)
La Serra és una masia al nord de Sant Esteve d'en Bas (la Garrotxa) protegida com a bé cultural d'interès local.

## Arquitectura
És un edifici civil irregular amb teulada a dues vessants. La irregularitat ve donada per estar assentat sobre una elevació. Així, l'alçada de la casa varia segons el desnivell del terreny. A la part inferior hi ha una pallissa amb una gran volta que ha estat unida a la casa del primer pis formant un passadís a manera de lliça per a entrar les cavalleries. Aquest passadís es forma just en un contrafort a la part esquerra de la casa. Al davant hi ha un portal dovellat amb la data 1883 i una finestra amb característiques gòtiques. A la dreta hi ha coberts i un pou.

## Història
Antigament havia estat un "satium o força". Ja consta documentat l'any 1035 en el testament d'Adelaida. El trobem un altre cop documentat, sempre com "l'estanyol" al segle xi, any 1050. L'any 1200 s'entroncà amb el castell del Coll de Sant Andreu.
El 22 de juliol de 1652 torna a estar documentada quan Hilari Rubió i Jerònima, consorts, feren batejar la seva filla. No assistí ningú a la cerimònia la que la pesta havia arribat a Sant Esteve. El document diu que no hi anaren "a causa de lo contagi".